# Off-Courts
Off-Courts Trouville est un festival de courts-métrages qui a lieu à Trouville-sur-Mer (Calvados) début septembre.
Il s'agit d'une rencontre France/Québec autour du court métrage.

## Présentation
Né en 2000, Off-Courts, rencontre de courts-métrages franco-québécois, est devenu un lieu incontournable sur le réseau des festivals de courts-métrages. Avec une programmation articulée autour de la relève en cinéma, en musique, en arts visuels et en nouveaux médias de la France et du Québec, Off-Courts est un véritable pont de création entre deux continents.
Depuis sa fondation, Off-Courts accueille une délégation croissante de cinéastes, vidéastes, programmateurs et artistes qui s’y rendent pour promouvoir la diversité et l’originalité de la création.
Off-Courts suscite également l’intérêt grandissant des médias et du grand public curieux de découvrir et rencontrer des artistes français et étrangers qui, pour certains, deviendront les « grands » de demain.
Depuis 2002, en plus des projections de films, des concerts et des expositions, sont mises en place des plates-formes de production vidéo (les labos Kino), musique et photo. L’édition 2007 a vu, pour la première fois, ces plates-formes s’ouvrir à l’international : le 1er KinoWorld!
Depuis 2006, profitant de l’émulation créée par le festival et d’un calendrier favorable (6 mois après Clermont-Ferrand, période propice pour les acheteurs qui ont encore du budget pour l’année), un espace marché s’est naturellement développé.
Les réalisations d'Off-Courts sont disponibles sur YouTube.
Depuis 2012, le festival diffuse son pendant son festival en live au travers du Web TV. Depuis 2015, elle est retransmis en direct depuis sa chaine Youtube.

## Palmarès

### Prix du public France
Prix du Public de la Ville de Trouville-sur-Mer, pour réaliser un film qui ouvrira l'édition suivante.
- 2001 : Balibalo, de Marc Andréoni
- 2002 : Les Baisers des autres, de Carine Tardieu
- 2003 : Dies iræ, d'Alexandre Astier
- 2004 : Hurricane, d'Hervé Prat
- 2005 : Patiente 69, de Jean-Patrick Benes et Allan Mauduit
- 2006 : Le Dîner, de Cécile Vernant
- 2007 : Premier Voyage, de Grégoire Sivan
- 2008 : Eskimo, d'Alexandre Louvenaz
- 2009 : Paul Rodin est... Paul Rodin, de Frédérick Vin
- 2010 : Mémoire d'une jeune fille dérangée, de Keren Marciano
- 2011 : Je pourrais être votre grand-mère, de Bernard Tanguy
- 2012 : Tennis Elbow, de Vital Philippot
- 2013 : Diagnostic, de Fabrice Bracq
- 2014 : La Petite Casserole d'Anatole,  d'Éric Montchaud
- 2015 : Petit fil(s), de Romuald Beugnon
- 2016 : Le Bleu Blanc Rouge de mes cheveux, de Josza Anjembe
- 2017 : Marlon; de Jessica Palud
- 2018 : Hors piste, de Léo Brunel, Loris Cavalier, Camille Jalabert, Oscar Malet
- 2019 : Homesick, de Koya Kamura
- 2020 : Motus, d'Élodie Wallace

### Prix du public Québec
Prix du Public du Casino Barrière
- 2003 : Déformation personnelle, de Jean-François Asselin
- 2004 : Capacité 11 personnes, de Gaël d'Ynglemare
- 2005 : Les Derniers Jours, de Simon-Olivier Fecteau
- 2006 : Terreur au 3918, de Mathieu Fontaine
- 2007 : Moi, de Yan England
- 2008 : Mon nom est Victor Gazon, de Patrick Gazé
- 2009 : The Cello, de Érik Cimon
- 2010 : Murmures, d'Alexandre Labbé
- 2011 : La machine à laver, de Danny Lynch
- 2012 : Première neige, de Michaël Lalancette
- 2013 : Le Toasteur, de Michaël Lalancette
- 2014 : Nous avions, de Stéphane Moukarzel
- 2015 : Les Cennes chanceuses, d'Émilie Rosas
- 2016 : Vie d'ruelle, d'Ara Ball
- 2017 : La course navette, de Maxime Aubert
- 2018 : Silence, de Gabrielle Mankiewicz
- 2019 : Lunar-Orbit RendezVous, de Mélanie Charbonneau
- 2020 : CHSLD, de François Delisle

### Prix du public EurOffrancophonie
Prix créé en 2013.
- 2013 : Electro Indigo, de Jean-Julien Colette
- 2014 : Au moins le sais-tu..., d'Arthur Lecouturier
- 2015 : Père, de Lofti Achour
- 2016 : Norte',' de Javier Garcia
- 2017 : Calamity, de Séverine De Streyker et Maxime Feyers
- 2018 : Vihta, de François Berry
- 2019 : Ma planète, de Valéry Carnoy
- 2020 : Sticker, de Georgi. M Unkovski

### Prix du jury France

#### PrixRégion Basse-Normandie
- 2004 : Le Manian, de Frédéric Jolfre
- 2005 : Tue l'amour, de Philippe Lioret
- 2006 : Eût-elle été criminelle, de Jean-Gabriel Périot
- 2007 : Dans leur peau, de Arnaud Malherbe
- 2008 : Le St-Festin, d'Annelaure Daffis
- 2009 : Dans nos veines, de Guillaume Senez
- 2010 : Aglaée, de Rudi Rosenberg
- 2011 : La Détente, de Pierre Ducos et Bertrand Bey
- 2012 : Les Meutes, de Manuel Schapira
- 2013 : Les Perruches, de Julie Voisin
- 2014 : Zéro, de Tony T. Datis
- 2015 : Bal de famille, de Stella di Tocco
- 2016 : The Ordinary, de Julien et Simon Dara
- 2017 : Témoins, de David Koch
- 2018 : Chien bleu, de Fanny Liatard et Jérémy Trouilh
- 2019 : Nefta Football Club, de Yves Piat
- 2020 : Finale, de Stéphan Castang

#### Prix d'interprétation pour un(e) comédien(ne) français(e)
Prix crée en 2017, remis par Les Cures Marines de Trouville
- 2017 : Camille Le Gall pour son rôle dans Laissez-moi danser, de Valérie Leroy
- 2018 : Coralie Russier pour son rôle dans Le Roi des démons du vent, de Clémence Poésy
- 2019 : Marie Zabukovec pour son rôle dans Virtuelle, de Léopold Kraus
- 2020 : Mathilde Panis pour son rôle dans Haut les pulls, de Steve Achiepo

#### PrixOffice franco-québécois pour la jeunesse
- 2003 : La Lettre du Caire, de Frédéric Jolfre
- 2004 : Au bar des amis, d'Olivier Monot
- 2005 : Trouble fête de Virgil Malara
- 2006 : Poison d'avril, de Jimmy Bermon
- 2007 : Zéro kilomètre heure, de Mélodie Grumber
- 2008 : Love is dead, d'Éric Capitaine
- 2009 : Today we Escape, de Clément Gino
- 2010 : L'Acteur, de Matthieu Schmit
- 2011 : Comme 2 poissons dans l'eau, d'Agnès Doolaeghe
- 2012 : Lapse, de Gilles Guerraz
- 2013 : Les Perruches, de Julie Voisin
- 2014 : T'étais où quand Michael Jackson est mort ?, de Jean-Baptiste Pouilloux
- 2015 : La Couille, d'Emmanuel Poulain-Arnaud
- 2016 : La Boum de Julia Ferrari, de Géraldine de Margerie
- 2017 : Laissez-moi danser, de Valérie Leroy
- 2018 : La Merde, de Martin Drouot
- 2019 : Max, de Florence Hugues
- 2020 : Irréprochable, de Nathan Franck

#### Prix du Conseil général du Calvados
- 2005 : Suzanne, de Mona Achache
- 2006 : Les Volets, de Lyèce Boukhitine
- 2007 : Les Fiches safari, de Carole Lambert
- 2008 : Tony Zoreil, de Valentin Potier
- 2009 : Maso, de Rodolphe Tissot

#### Prix UniFrance films
Prix créé en 2012 (accompagné, la première année, d'un achat RTP2 onda courta).
- 2012 : Vends chien qui parle, 10 euros de Lewis-Martin Soucy
- 2013 : Le Retour, de Yohan Kouam
- 2014 : La Nuit autour, de Benjamin Travade
- 2015 : L'Étourdissement, de Gérard Pautonnier
- 2016 : Une tête disparait, de Franck Dion
- 2017 : 5 ans après la guerre, de Samuel Albaric, Martin Wiklund et Ulysse Lefort
- 2018 : Chien bleu, de Fanny Liatard et Jérémy Trouilh
- 2019 : Le coup des larmes, de Clémence Poésy
- 2020 : Irréprochable, de Nathan Franck

### Prix du jury Québec

#### PrixOffice franco-québécois pour la jeunesse
- 2003 : Noël Blank, de Jean-François Rivard

#### Prix Le Central
- 2003 : Les Ramoneurs cérébraux, de Patrick Bouchard
- 2004 : Il fait soleil chez toi, de Catherine Veaux-Logeat
- 2005 : Papa, de Emile Proulx-Cloutier
- 2006 : Hawaï, de Paul Drouin
- 2007 : J'viendrai t'chercher, de Sophie Dupuis
- 2008 : La Lili à Gilles, de David Uloth
- 2009 : À mère et marées, d'Alain Fournier
- 2010 : M'ouvrir, de Albéric Aurtenèche
- 2011 : Le Fleuve à droite, de Sarah Fortin
- 2012 : Le Chevreuil, de Rémi St-Michel
- 2013 : Là où je suis, de Myriam Magassouba
- 2014 : Sur le ciment, de Robin Aubert
- 2015 : Bleu tonnerre, de Jean-Marc E. Roy et Philippe David Gagné
- 2016 : L'Odeur après la pluie, de Sara Bourdeau
- 2017 : Florida-Montréal de Renaud Lessard
- 2018 : Fauve, de Jérémy Comte
- 2019 : Brotherhood, de Meryam Joobeur
- 2020 : Landgraves, de Jean-François Leblanc

#### Prix Spirafilm
Prix créé en 2011.
- 2011 : Mokhtar, de Halima Ouardiri
- 2012 : Mikka, d'Alexandre Carrière
- 2013 : Mila, de Kristina Wagenbauer
- 2014 : Nous avions, de Stéphane Moukarzel
- 2015 : Mynarski chute mortelle, de Matthew Rankin
- 2016 : La Voce, de David Uloth
- 2017 : Où vont les chats après 9 vies ?, de Marion Duhaime
- 2018 : Nous sommes le Freak Show, de Marie-Hélène Viens et Philippe Lupien
- 2019 : La couleur de tes lèvres, d'Annick Blanc
- 2020 : Physique de la tristesse, de Théodore Ushev

### Mentions spéciales du jury et autres prix
- 2004 : Rencontre du 4e type, de Alcime Padglione (France)
- 2005 : Hors champ, de Jérôme Tripier-Mondancin (France)
- 2008 : Skhizein, de Jérémy Clapin (France)
- 2008 : Buddies, de Louis Alexandre Martin (Québec)
- 2009 : Three Mothers, de Daniel Schachter (Québec)
- 2010 : Mémoire d'une jeune fille dérangée, de Keren Marciano (France) (mention d'interprétation)
- 2010 : Pixels, de Patrick Jean (France)
- 2010 : Cabossé, de Louise de Prémonville (France)
- 2012 : Quatre colombes sur l'antenne télé, de Martin Tronquart (France)
- 2013 : Le Grand Voyage d'Élastika, de Guillaume Blanchet (Québec) (mention Spirafilm)
- 2013 : Nicola sans s, de Xavier Habitov
- 2013 : Le Bout du fil, de François Raffenaud
- 2013 : Les Deux Morts de Parfait, de Leila Fenton
- 2015 : Petit fil(s), de Romual Beugnon
- 2016 : e, de Raphaël Ouellet (mention pour un film québécois)
- 2016 : Caramel surprise, de Fairouz S’Milti (mention pour un film français)
- 2018 : Pollux, de Michaël Dichter
- 2020 : Souvenir Souvenir, de Bastien Dubois (mention du jury)
- 2020 : Teen Horses, de Valérie Leroy (mention du jury de la critique)

Autres prix :
- 2003 : Une histoire d'amour, de Roch de Haut de Sigy (France) (Prix Palladium)
- 2005 : Le Temps des cerises, de Jean-Julien Chervie (France) (Prix spécial de Victoriaville)
- 2009 : L'Homme qui valait six dollars, de Marl Albiston et Louis Sutherland (Nouvelle-Zélande) (Prix Off/PCC! de la compétition internationale)

### Prix du jury de la critique
Créé en 2009, prix débattu publiquement sous la gouvernance de Claude Duty. Retransmis en direct de la Web TV depuis 2012.
- 2009 : La Petite Sirène, d'Adrien Beau
- 2010 : Pixels, de Patrick Jean
- 2010 : Aglaée, de Rudi Rosenberg
- 2011 : Tuer l'ennui, de Julien Paolini
- 2011 : Respect, de Benoit Forgeard (mention)
- 2012 : Bigshot, de Maurice Huvelin
- 2012 : Quatre colombes sur l'antenne télé, de Martin Tronquart (mention)
- 2013 : Le Bout du fil, de François Raffenaud[5]
- 2014 : Le Skate moderne, d'Antoine Besse[6]
- 2015 : Les Eaux profondes, de Sarah Van Den Boom[7]
- 2016 : La Boum de Julia Ferrari, de Géraldine de Margerie[8]
- 2017 : Nous irons aux bois, d'Arnaud Bigeard[9]
- 2018 : Uuquchiing, de Kévin Noguès[10]
- 2019 : Chicken of the Dead, de Julien David
- 2020 : Souvenir Souvenir, de Bastien Dubois

### Prix France Télévisions du jeune producteur de court-métrage
Prix créé en 2013, il récompense une société de production ayant moins de six ans d'activité et ayant obtenu la sélection d'un court-métrage dans la sélection officielle française du festival.
- 2013/2014 : Sébastien Aubert gérant d'Adastra films[12]

Membres du jury 2014 : Emma de Caunes (Comédienne) ; Sylvie Pialat (Productrice) ; Colette Gervais (consultante pour le département spécialisé « audiovisuel » chez la Banque Espirito Santo et de la Vénétie à Paris) ; Claude Duty (Cinéaste) ; Antoine Rein (Producteur)
- 2014/2015 : Films de Force Majeure[13],[14]

Membres du jury 2015 : Julie Gayet (comédienne, productrice, réalisatrice) ; Colette Gervais (consultante production images, banque B.E.S.V) ; Anne Luthaud (déléguée générale du G.R.E.C) ; Christine Gendre (responsable du court métrage, UniFrance) ; Jean-Christophe Reymond (Kazak Productions)
- 2015/2016 : Fluxus Films[15]

Membres du jury 2016 : Sandrine Bonnaire (marraine du Prix) ; Jean Des Forêts (producteur - Petits Films) ; Colette Gervais (consultante - Banque Esperito Santo) ; Charles Gillibert (producteur - CG Cinéma) ; Christie Molia (productrice - TSVP Production)
- 2016/2017 : Films Grand Huit[16]

Membres du jury 2017 : Bruno Solo (producteur & comédien), Colette Gervais (consultante financière), Lola Gance (24 mai production), Philippe Boëffard (Nord-Ouest Films), Marc-Benoit Créancier (Easy Tiger)
Jeunes sociétés en lices :  Deuxième Ligne production, Films Grand Huit, Maja Films, Les produits frais et Vagabundo Films.
- 2017/2018 : Bien ou bien production[17],[18]

Membres du jury 2018 : Sophie Fillière, (scénariste, réalisatrice), Anne Bennet, directrice générale adjointe de l’École nationale supérieure de l’image et du son (Femis), Colette Gervais, consultante département cinéma et audiovisuel groupe BESV, Laurence Lascary, productrice « De l’Autre Côté du Périph », et François Kraus, producteur « Les Films du Kiosque »
Jeunes sociétés en lice : Lucie Moreau (Lux for Film), Zak Zangro (Bien ou Bien productions), Anaïs Bertrand (Insolence Productions)
- 2018/2019 : Les Valseurs
- 2019/2020 : ex æquo Quartett Productions (Ethan Selcer) et Deuxième Ligne Films (Marie Dubas)

## Courts-métrages issus de la bourse du prix du Public
Les réalisateurs ayant gagné le prix du Public (France) réalise un film, qui ouvre la nouvelle édition du festival
- 2002 : Trouville, de Marc Andréoni
- 2004 : L'Ainé de mes soucis, de Carine Tardieu
- 2005 : Cheyenne, d'Hervé Prat
- 2006 : Chair fraîche, de Jean-Patrick Bénès et Allan Mauduit
- 2008 : King Crab Attack, de Grégoire Sivan
- 2009 : Happy Pony, d'Alexandre Louvenaz, Yannick et Oliver Moulin, Alexis Artaud et Romain Mussot
- 2010 : Dernier sang, de Frédérick Vin
- 2011 : Bye bye Maman, de Keren Marciano (diffusé au festival en 2012)
- 2012 : Parenthèse, de Bernard Tanguy
- 2013 : So Very Cute, de Vital Philippot
- 2014 : Papa dans maman, de Fabrice Bracq
- 2015 : Josette et Bobbi, d'Éric Montchaud
- 2016 : Autofiction, de Romuald Beugnon et Hélène Abram
- 2019 : Plaisir sucré, de Oscar Mallet, Camille Jalabert, Corentin Yvergniaux

## Productions du Studio Off-Courts

### Import/Export

#### France
- 2005 : Métropolitain, de Stéfan Miljevic
- 2006 : L'Autocar, de Guillaume Lonergan
- 2007 : L'Astronaute, de Christian Laurence
- 2008 : Le Queloune, de Patrick Boivin
- 2009 : Si tu savais Rosalie, de Sophie Dupuis
- 2010 : Super Ordinaire, de Vincent Wilson
- 2011 : 3 hommes et un masque de fer, de Carnior
- 2012 : Courte Paille, de Pierre Boulanger
- 2013 : Putain de romantisme, de Thierry Bouffard
- 2014 : Les rides, "conte pour p'tits vieux", de Catherine Breton
- 2015 : Le Serrement, d'Alexandre Isabelle
- 2016 : Ce moment d'ivresse où tout pourrait basculer, d'Anne-Marie Bouchard
- 2017 : Beurre noir, de Jimmy G. Pettigrew
- 2018 : Les Ratées, de Myriam Guimond
- 2019 : Mini Moi, de Jeanne Signé

#### Québec
- 2005 : Déambulations, de Marc Andréoni
- 2007 : Mon cœur, de Chloé Micout
- 2008 : Macadam Peau-Rouge, d'Arnaud Malherbe
- 2009 : À demain de Stéphanie Dallant
- 2010 : Voir, de Nicolas Boulenger
- 2011 : Le Bonhomme des neiges, d'Olivier Talouarn
- 2012 : Jukebox Motel, de Julien Paolini
- 2013 : Le Point Godwin, de Thomas Lesourd
- 2014 : La Planète Nam, de Pauline Chabauty
- 2015 : Électron, d'Anthony Gandais
- 2016 : Rencontre du troisième âge, d'Eve Dufaud
- 2017 : Les Nuits éphémères, d'Arthur Shelton
- 2018 : Orage par ciel clair, de Yohan Faure
- 2019 : Vaisseaux du destin, de Franie-Éléonore Bernier